# Incubadora
Se denomina incubadora al aparato cuya función común es crear un ambiente con la humedad y temperatura adecuados para el crecimiento o reproducción de seres vivos. 
Los principales tipos de incubadora son los que se utilizan en neonatología, las de uso en microbiología y las destinadas a la reproducción de especies ovíparas, incluyendo la producción comercial de huevos.

## Incubadora neonatal

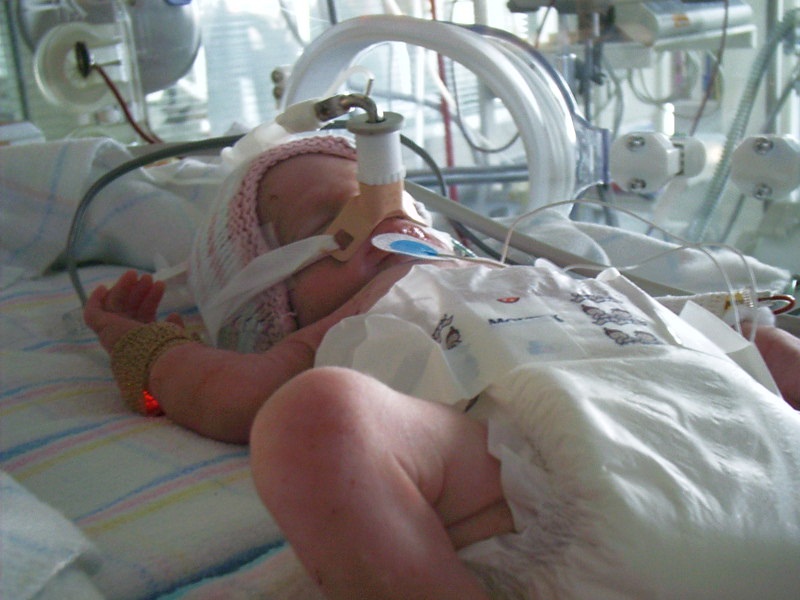
Bebé prematuro en una incubadora.

Una incubadora para bebés prematuros o neonatos es un equipo fundamental de una unidad de tratamiento intensivo neonatal. Consiste en una cámara cerrada de material transparente que incluye una acolchado esterilizado para acostar al bebé, con calefacción por convección, filtro de aires exterior, ventanas para manipular al paciente, y diversos y sofisticados sistemas de monitoreo que incluyen control de peso, respiración, cardíaco y de actividad cerebral.
La cámara permite limitar la exposición del recién nacido a los gérmenes, y la complejidad de los equipos permiten también diversos tratamientos de cuidados intensivos, incluyendo terapia intravenosa, suplemento de oxígeno, soporte mecánico de la respiración y administración de fármacos.
Este tipo de incubadoras ha resultado fundamental a partir del siglo XX para lograr sustanciales reducciones de la tasa de mortalidad infantil en todo el mundo, constituyendo uno de los parámetros claves que explican la diferencia de tasas entre países desarrollados y otros con menor nivel tecnológico.
Sin embargo, existen posiciones alternativas que promueven el reemplazo de la incubadora por el llamado método canguro, incluyendo estudios efectuados en varios países que relativizan el uso de la incubadora salvo en el caso de patologías graves. 
El «método canguro» es una analogía con los marsupiales que promueve la regulación natural de temperatura y otros parámetros colocando al bebé prematuro junto a su madre en contacto piel a piel.[cita requerida]
Según sus defensores, el método, al exigir la posición vertical del recién nacido junto a su madre, permite que se alimente con leche materna, manteniendo la oxigenación, la frecuencia cardiaca y otros parámetros fisiológicos dentro de los rangos normales.

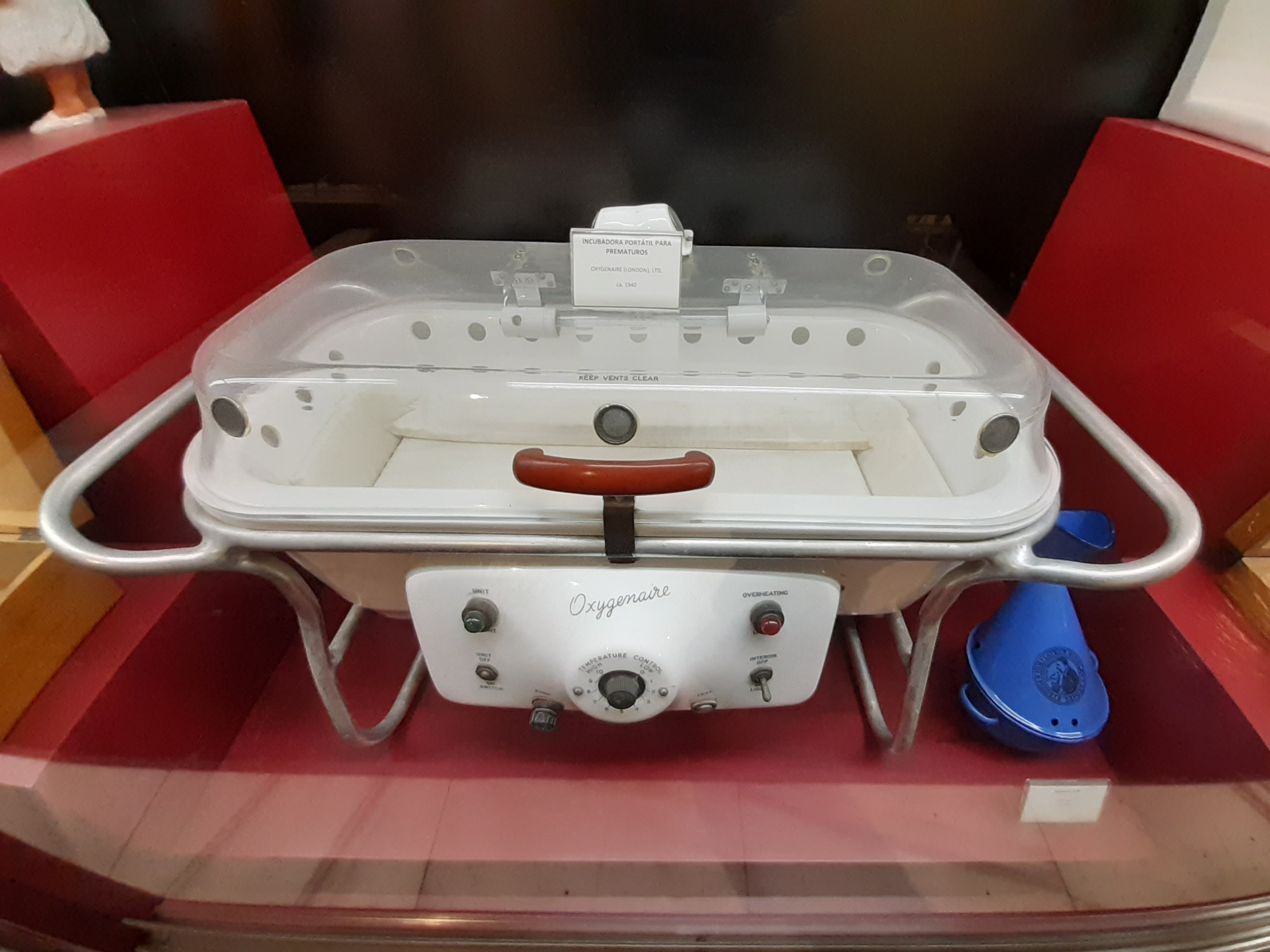
Incubadora portátil para neonatos prematuros de la marca Oxygenaire modelo MK3, en fabricación entre 1955 y 1966, ejemplar del Museo de la Minería y de la Industria de Asturias

## Incubadora en microbiología

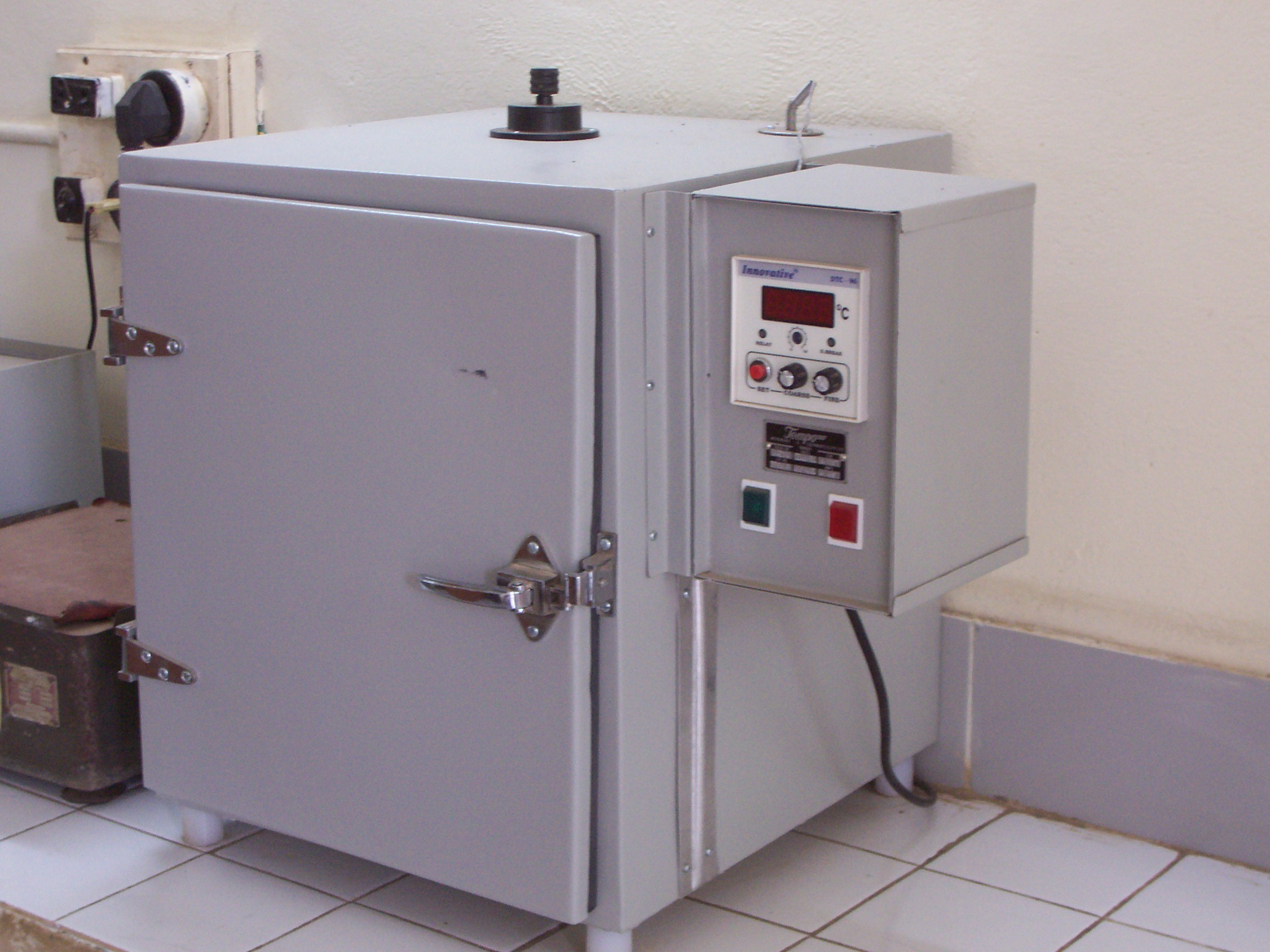
Incubadora bacteriológica.

En microbiología una incubadora es un equipo cerrado que permite controlar la temperatura, humedad y otras condiciones necesarias para el desarrollo de un cultivo microbiológico. 
Las incubadoras más simples son cámaras aisladas con temperatura ajustable que típicamente va de 20º a 65 °C, aunque pueden alcanzar temperaturas mayores, generalmente hasta 100 °C. Los modelos más sofisticados incluyen la posibilidad de refrigerar el contenido, controlar la humedad, y el nivel de dióxido de carbono. 
La mayoría de los equipos incluye un temporizador programable, para realizar ciclos de temperaturas variables al igual que de los otros factores ambientales. El tamaño de las incubadoras pueden variar desde un tamaño para usar sobre una mesa, hasta cámaras del volumen de una habitación.
Otra capacidad de las incubadoras de este tipo es controlar la velocidad de vibración, medida en revoluciones por minuto. 
La temperatura de cultivo para las bacterias más comunes, como por ejemplo Escherichia coli es de 36 a 37 °C. Para otros organismos como el de la levadura de cerveza (Saccharomyces cerevisiae) se requieren temperaturas del orden de 30 °C.

## Incubadora artificial

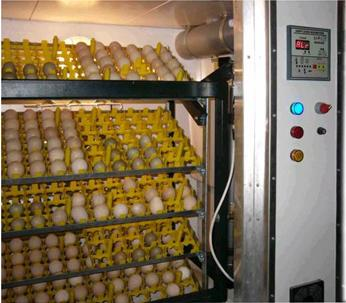
Incubadora artificial de huevos de alta capacidad.

Otro tipo de incubadora es el utilizado para la producción comercial de alimentos, especialmente huevos y cría de aves, en lo que constituye un desarrollo artificial de la incubación natural.
Para obtener los mejores resultados, las incubadoras artificiales permiten un control automatizado y continuo de temperatura y humedad ambiental, mediante forzadores de aire, termostatos y temporizadores. Existen modelos de incubadoras con capacidad desde unas pocas docenas hasta miles de huevos.
Entre las especies que se producen en la mayoría de los países mediante procedimientos de ganadería intensiva se incluyen gallina, pato, faisán, avestruz, y codorniz, cada una de ellas con tiempos de incubación y requerimientos de temperatura y humedad diferentes.
Las producciones a gran escala requieren incubadoras separadas para cría y para producción de huevos, ya que el manejo automatizado de la producción depende totalmente de la edad biológica de los huevos.